# Бајка (Љевице)
Бајка (слч. Bajka) насељено је мјесто са административним статусом сеоске општине (слч. obec) у округу Љевице, у Њитранском крају, Словачка Република.

## Становништво
| Година:    | 1994. | 2004.   | 2014.   | 2024.   |
| ---------- | ----- | ------- | ------- | ------- |
| Број људи: | 323   | 335     | 321     | 332     |
| Разлика:   |       | +3,71 % | -4,17 % | +3,42 % |

| Година:    | 2023. | 2024.   |
| ---------- | ----- | ------- |
| Број људи: | 336   | 332     |
| Разлика:   |       | -1,19 % |

Према подацима о броју становника из 2011. године насеље је имало 332 становника.